# Shinjirō Koizumi
Shinjirō Koizumi (小泉 進次郎 Koizumi Shinjirō?) (Yokosuka, 14 de abril de 1981) es un político japonés miembro del Partido Liberal Democrático (PLD). Fue Ministro de Medio Ambiente de Japón de 2019 a 2021. Es hijo del ex primer ministro Jun'ichirō Koizumi, y hermano del actor Kōtarō Koizumi. 
Es considerablemente popular entre la población japonesa y los jóvenes parlamentarios del PLD, a menudo considerado como un futuro Primer Ministro. En enero de 2020, rompiendo los prejuicios culturales, anunció en el Consejo de Ministro que iba a tomar un permiso de paternidad durante dos semanas un hecho simbólico e insólito en un miembro del gobierno japonés enviando el mensaje desde su gabinete que esperaba con ello animar a otros padres a seguir el ejemplo.

## Biografía
Shinjirō Koizumi creció en Yokosuka con su padre Jun'ichirō Koizumi, primer ministro de Japón de 2001 a 2006. Estudió en la Universidad Kanto Gakuin en Yokohama y posteriormente estudió ciencias políticas en la Universidad de Columbia de 2004 a 2007 conectado con Gerald Curtis, un politólogo estadounidense interesado en la política comparada, la política en Japón y las relaciones entre los Estados Unidos y Japón. Pasó un año como investigador en el Centro de Estudios Estratégicos e Internacionales (CSIS) antes de regresar a Japón en 2007.

## Carrera política
Su padre Jun'ichirō Koizumi anunció en 2008 que se retiraría. Shinjirō Koizumi fue elegido durante la elección general japonés de 2009 en la circunscripción en la que había sido candidato su padre, el distrito 11 de Kanagawa. Durante estas elecciones, el PLD perdió el poder ante el Partido Demócrata de Japón. Shinjirō Koizumi hizo campaña en un Toyota Prius alquilado junto con personal voluntario. Ha recibido algunas críticas por el hecho de que ser un heredero político.
En 2011, Shinjirō Koizumi asumió el cargo de jefe de la División Legislativa Jouvenil del PLD, un puesto que anteriormente ocupaban los ex primeros ministros Noboru Takeshita, Sōsuke Uno, Toshiki Kaifu, Shinzō Abe y Tarō Asō . En 2012, creó un grupo llamado "Equipo 11" que envió a sus miembros a la región de Tōhoku devastada por el terremoto de la Costa del Pacífico de 2011 en Tōhoku el 11 de cada mes para hablar con la gente local y hacer Informes sobre el progreso de la reconstrucción. En marzo de 2013, el grupo estaba formado por 82 membres, todos menores de 45 ans. Varios observadores han comparado este grupo en términos de peso político con la poderosa "facción de Machimura" dirigida por Nobutaka Machimura.
Shinjirō Koizumi criticó al PLD bajo la presidencia de Sadakazu Tanigaki. Durante su primera reunión como uno de los líderes del partido, declaró que "la imagen del PLD es la de un partido que no escucha a los jóvenes, que tiene viejas ideas y que es limitado. Es por eso que la confianza no se restaurará. "  Reclamó en un discurso en noviembre de  2011 que el partido debería aclarar su posición sobre el Acuerdo Transpacífico de Cooperación Económica. Posteriormente se posicionó a favor de romper el acuerdo entre el PLD, el Partido Democrático de Japón y el Nuevo Kōmeitō para impulsar una reforma de la seguridad social y el sistema fiscal. Argumentó directamente ante Tanigaki que la misión del partido debería ser derribar un gobierno democrático que ya no cumple con sus promesas electorales y permitir así que el PLD recupere el poder. Fue así comparado con su padre que tenía la reputación de ser un rebelde.
Koizumi no respetó la posición de su partido en agosto de 2012, que había acordado con su aliado el partido Kōmeitō abstenerse de votar a favor de la moción de censura apoyada por Ichirō Ozawa contra el Primer Ministro demócrata Yoshihiko Noda. Koizumi fue uno de los siete parlamentarios del PLD que votó a favor de la moción de censura. Pero aunque votó a favor de la moción, fue rechazada por 46 votos contra 86. Durante las elecciones a la presidencia del PLD en septiembre de 2012 votó por Shigeru Ishiba contra Shinzō Abe . Esperará hasta el final de las elecciones para anunciar su voto para no influir en los demás.
Durante las elecciones legislativas japonesas de 2012 que consagraron el regreso del PLD bajo el gobierno de Shinzō Abe en el poder, Koizumi fue reelegido. En las elecciones de la Cámara de Consejeros de Japón de 2013, Koizumi centró su campaña en la reconstrucción de la región de Tōhoku . Kenichi Tokoi, quien escribió un libro sobre Koizumi, explicó que su objetivo era hablar con la mayor cantidad de personas posible para que recordaran que tuvo la amabilidad de visitarlos. No pudo lograr este objetivo haciendo campaña en las grandes ciudades.
En octubre de 2013, fue nombrado por Shinzō Abe para el cargo de Secretario Parlamentario responsable de la reconstrucción de Tōhoku. Desde este puesto supervisó los trabajos de reconstrucción en la prefectura de Iwate y la prefectura de Miyagi . Kenichi Tokoi explicó que esta cita tenía la intención de probar la capacidad administrativa de Koizumi. Al mismo tiempo, el 2 de octubre, el ex primer ministro popular Jun'ichirō Koizumi hizo un llamamiento durante una conferencia en Nagoya a su partido, el PLD para modificar sus posiciones y apostar por el abandono de la energía nuclear. "La gente en el mundo de los negocios dice que la opción nuclear cero sería irresponsable, pero lo es mucho más continuar en el camino de la energía atómica, incluso cuando no hay lugar para tratamiento de residuos ". Y añadió: "¿No sería más constructivo invertir en energías renovables el dinero que se gasta para construir centrales eléctricas, con el pretexto de que es necesario para el crecimiento económico". Dijo que se había convertido en un firme opositor de la energía nuclear desde el desastre de Fukushima. Shinjiro Koizumi declaró el 7 de octubre que es hora de repensar seriamente la estrategia energética del país. A principios de noviembre, Jun'ichirō Koizumi le pidió a Shinzo Abe que abandonara la energía nuclear. Para Jun'Ichiro Koizumi, bastaría que Shinzo Abe expresara la intención de abandonar la energía nuclear para que todos le siguieran dado que el Primer Ministro, en el poder desde finales de 2012, goza de una gran popularidad. "Si el Sr. Abe decide ahora, habrá pocos parlamentarios que se opongan a dicho plan, mientras que la población cooperará y los intelectuales abundarán en sus planearmientos" para lograr el objetivo de liberarse de la energía nuclear, dijo en una conferencia a la que asistieron 350 periodistas. Añadió que sabe que dentro del propio PLD existen posiciones antinucleares y consideró que deben impulsar las posiciones del Primer Ministro, mientras que los partidos de coalición y oposición deberían hacer lo mismo, cada uno a su manera. 
En las eleccioens para designar al gobernador de Tokio el 9 de febrero de 2014 Shinzo Abe y el PLD decidieron apoyar al candidato Yōichi Masuzoe favorable a una salida gradual de la energía nuclear contra el ex primer ministro Morihiro Hosokawa, favorable a una salida inmediata de la energía nuclear y apoyado por el ex primer ministro Ministro Jun'ichirō Koizumi . El 15 de enero, Shinjiro Koizumi explicó que "no hay una buena razón" para apoyar a Yōichi Masuzoe desde que el PLD lo expulsó en 2010 cuando formó otro partido político. "Cuando el PLD estaba pasando por su período más difícil, Masuzoe se contentó con decir que la misión histórica del PLD se había completado". El padre y el hijo de Koizumi se convirtieron en un verdadero problema para Shinzo Abe y su gobierno. Un funcionario de PLD explicó "Si los hostigamos, los medios de comunicación nos atacarán". Shinzo Abe, quien experimentó su ascenso bajo el gobierno de Jun'ichirō Koizumi, se abstuvo de criticar a su mentor. Un asesor de Shinzo Abe explicó que “Abe tiene una gran estima por el ex primer ministro (Jun'Ichiro Koizumi). Creo que no quiere enfrentarse a él. ”  . 
El secretario general del gabinete y portavoz del gobierno, Yoshihide Suga, respondió rápidamente a Shinjiro Koizumi explicando que “el liderazgo del PLD ha decidido apoyarlo (Masuzoe). Si es posible, nos gustaría que Koizumi lo apoyara también ”. El 9 de febrero, finalmente será Yōichi Masuzoe quien será elegido gobernador de Tokio.

## Ideología
Al igual que su padre, Shinjiro Koizumi visita Yasukuni-jinja cada 15 de agosto, el aniversario de la capitulación de Japón que puso fin a la Segunda Guerra Mundial. Lo visitó en 2012 y también en 2013.
En una entrevista dada a Sankei Shinbun en mayo de 2013, se negó a comentar sobre las posiciones negacionistas del alcalde de Osaka Tōru Hashimoto sobre las mujeres de consuelo . Koizumi explicó que este tipo de problemas deberían ser estudiados por historiadores y especialistas en lugar de por políticos. Negó cualquier giro nacionalista en la vida política japonesa. Explicó que la propaganda china estaba haciendo todo lo posible para degradar la imagen de Japón en el extranjero al denunciar un giro nacionalista que no se ha producido lugar. Según él, el gobierno debería liderar una mejor campaña contra esta propaganda mientras se enfoca en implementar reformas estructurales que permitan que Abenomics sea un éxito. Con respecto a la Constitución de Japón, explicó que las enmiendas eran necesarias pero que había otros problemas mucho más importantes que resolver.   : "He estado en las áreas devastadas de Tohoku todos los meses y la Constitución nunca ha sido mencionada ni siquiera una vez como un problema. » 
Shinjiro Koizumi criticó fuertemente una decisión del gobierno de Shinzō Abe que puso fin a un impuesto corporativo adicional para apoyar el esfuerzo de reconstrucción. También se opuso al reinicio de las centrales nucleares tras el accidente nuclear de Fukushima . Para él, la energía nuclear es insostenible a largo plazo.
Ministro de Medio Ambiente, reafirma en 2019 la política gubernamental de apoyo al carbón

## Popularidad
Desde su nombramiento en octubre de 2013 como Secretario Parlamentario responsable de la reconstrucción de Tohoku, Shinjiro Koizumi tuvo una tasa de apoyo del 75,6%. En una encuesta de TBS realizada en diciembre de 2013, quedó en segundo lugar, detrás de Shinzo Abe, como el candidato más popular para convertirse en Primer Ministro. Ocupa el tercer lugar en una encuesta similar realizada por Jiji Press en junio de 2013, detrás de Shinzō Abe y Shigeru Ishiba.
Tras las elecciones legislativas japonesas de 2012, la tienda de suvenires del Edificio Nacional de la Dieta comenzó a vender "Shinji-Rolls" (進 次 ろ う る) que son pasteles de té verde con la imagen de Shinjiro Koizumi. Los Shinji-Rolls se han convertido en el segundo producto más vendido en la tienda de suvenires, superando los recuerdos de Shigeru Ishiba y Tarō Asō. Solo el manju con una marca con la efigie del primer ministro Shinzō Abe ha superado las ventas.

## Vida personal
En agosto de 2019 se casó con la periodista de televisión Christel Takigawa y anunciaron que tomaría la licencia de paternidad por el nacimiento de su hijo.